# Bryon Wilson
Bryon Wilson (Butte, 7 de abril de 1988) es un deportista estadounidense que compitió en esquí acrobático, especialista en las pruebas de baches. Su hermano Bradley también compite en esquí acrobático.
Participó en los Juegos Olímpicos de Vancouver 2010, obteniendo una medalla de bronce en la prueba de baches.

## Medallero internacional
| Juegos Olímpicos | Juegos Olímpicos   | Juegos Olímpicos  | Juegos Olímpicos |
| Año              | Lugar              | Medalla           | Competición      |
| ---------------- | ------------------ | ----------------- | ---------------- |
| 2010             | Vancouver (Canadá) | Medalla de bronce | Baches           |